# فرودگاه بیالا پودلاسک

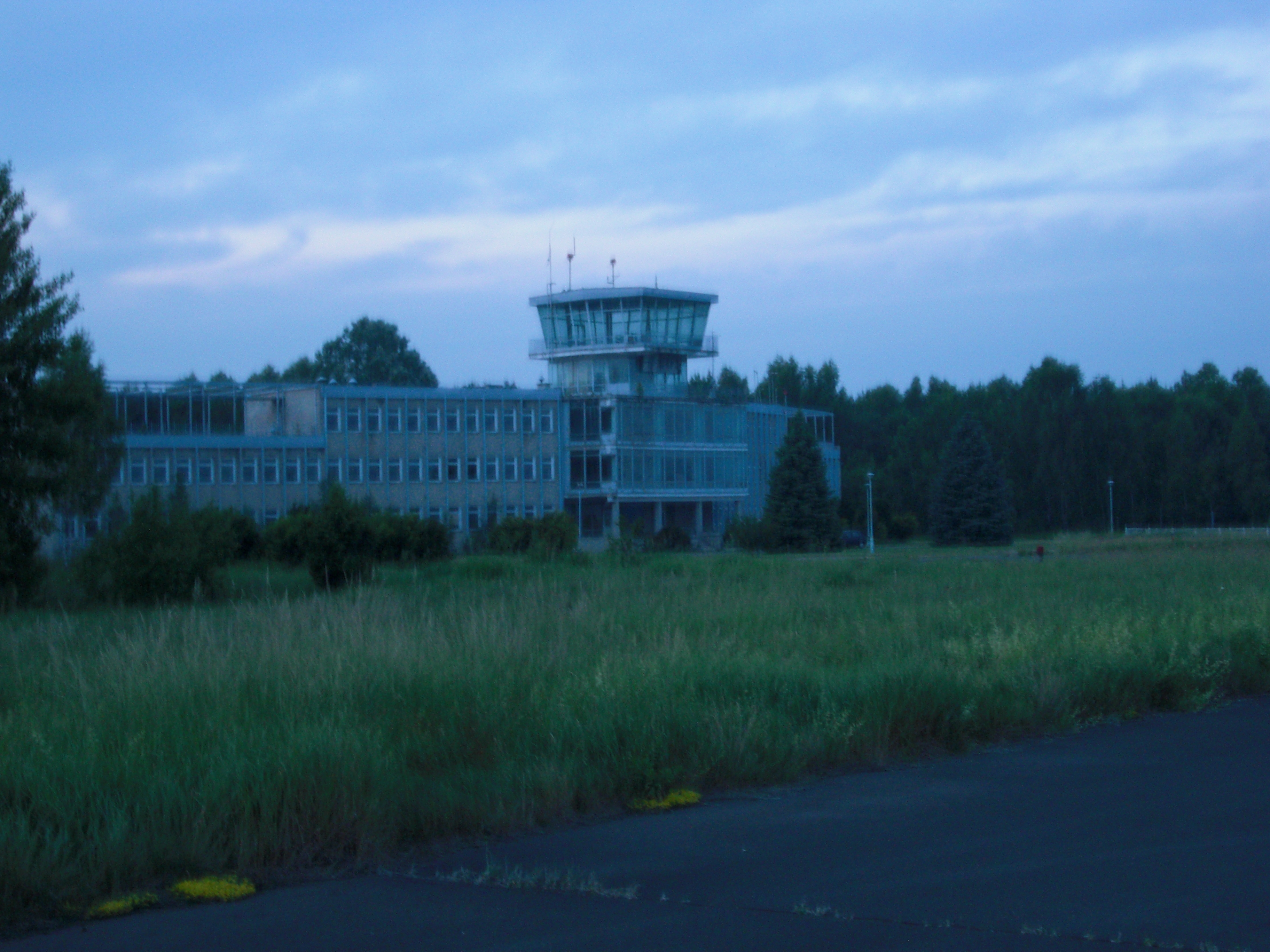
برج کنترل در فرودگاه نظامی سابق در پودلاسکا سفید

فرودگاه بیالا پودلاسک (به انگلیسی: Biała Podlaska Airport) (به زبان بومی: Port Lotniczy Biała Podlaska) یک فرودگاه همگانی مسافربری است که یک باند فرود بتن دارد و طول باند آن ۳۳۰۰ متر است. این فرودگاه در کشور لهستان قرار دارد .